# Don't Explain
Don't Explain es el décimo álbum de estudio del cantante británico de rock Robert Palmer, publicado en 1990 por EMI Records. El disco posee distintos estilos musicales de los cuales ya había incursionado en sus anteriores trabajos, aunque introdujo por primera vez toques del hard rock en algunas canciones. Además de sus propias composiciones, Palmer versionó temas de otros artistas que de acuerdo con el sitio Allmusic había grabado para la banda sonora de un musical; la gran mayoría de ellas fueron producidas por Teo Macero. Entre estas se encuentra «I'll Be Your Baby Tonight» de Bob Dylan, que fue versionada junto con la banda UB40 en un estilo reggae y que se convirtió en el sencillo más exitoso del álbum.
La producción marcó un retroceso comercial en los Estados Unidos, pues solo alcanzó el lugar 88 en la lista Billboard 200 el 22 de diciembre de 1990. Por su parte, en el Reino Unido llegó hasta la novena posición del UK Albums Chart y en noviembre de 1990 la BPI lo certificó de disco de oro, luego de vender más de cien mil copias en ese país. Para promocionarlo se lanzaron cinco sencillos, los más destacados fueron «I'll Be Your Baby Tonight» y «Mercy Mercy You/I Want You» que lograron ingresar en el UK Singles Chart en los puestos 6 y 9 respectivamente. Mientras tanto, «You're Amazing» fue el más exitoso en los Estados Unidos ya que obtuvo la quinta posición en el conteo Mainstream Rock Tracks.

## Lista de canciones
| N.º | Título                                                                    | Escritor(es)                                                  | Duración |  |
| 1.  | «Your Mother Should Have Told You»                                        | Robert Palmer, Guy Pratt                                      | 3:41     |  |
| 2.  | «Light-Years»                                                             | Palmer, Divinyls                                              | 4:27     |  |
| 3.  | «You Can't Get Enough of a Good Thing»                                    | Robert Palmer                                                 | 4:08     |  |
| 4.  | «Dreams to Remember» (versión de Otis Redding)                            | Otis Redding, Joe Rock, Zelda Reading                         | 4:25     |  |
| 5.  | «You're Amazing»                                                          | Palmer, Pratt, Steve Stevens, Stephen Fellows, Alan Mansfield | 3:49     |  |
| 6.  | «Mess Around»                                                             | Palmer, Fellows                                               | 4:50     |  |
| 7.  | «Happiness»                                                               | Palmer                                                        | 2:52     |  |
| 8.  | «History»                                                                 | Palmer                                                        | 4:32     |  |
| 9.  | «I'll Be Your Baby Tonight» (versión de Bob Dylan. Colaboración con UB40) | Bob Dylan                                                     | 3:26)    |  |
| 10. | «Housework»                                                               | Palmer, Fellows                                               | 3:12     |  |
| 11. | «Mercy Mercy Me/I Want You» (versión de Marvin Gaye)                      | Marvin Gaye, Leon Ware, Arthur "T-Boy" Ross                   | 5:59     |  |
| 12. | «Don't Explain» (versión de Billie Holiday)                               | Billie Holiday, Arthur Herzog, Jr.,                           | 2:28     |  |
| 13. | «Aeroplane»                                                               | Palmer                                                        | 3:04     |  |
| 14. | «People Will Say We're in Love»                                           | Richard Rodgers, Oscar Hammerstein II                         | 2:20     |  |
| 15. | «Not a Word»                                                              | Palmer, Pratt, Colin Vearncombe                               | 4:18     |  |
| 16. | «Top 40» (versión de Mose Allison)                                        | Mose Allison                                                  | 2:40     |  |
| 17. | «You're So Desirable» (versión de Ray Noble)                              | Ray Noble                                                     | 2:24     |  |
| 18. | «You're My Thrill»                                                        | Sidney Clare, Jay Gorney                                      | 3:58     |  |

## Músicos
- Robert Palmer: voz y coros
- Steve Stevens, Dennis Budimir, Eddie Martinez, Alan Darby y Saverio Porciello: guitarra
- Peter Kleinow: pedal steel guitar
- Guy Pratt y Frank Blair: bajo
- William Bryant: bajo y piano
- Dony Wynn: batería y percusión
- Alan Mansfield: batería y teclados
- Brent Bourgeois: teclados y coros
- Cyro Baptista y Pino Pischetola: percusión
- Claudio Pascoli: saxofón
- Chuck Findley: trompeta y fliscorno
- Demo Morselli: trompeta
- Luka Belak: violín
- Clare Fischer: sección de cuerdas y clarinete
- Gerald Vinci: concertino
- B.J. Nelson: coros en pistas dos, tres y cuatro
- Pamela Starks: coros en pista nueve